# Juice
 For alternative betydninger, se Juice (flertydig). (Se også artikler, som begynder med Juice)
Juice er en drik fra planter, som for det meste presses af frugter. Appelsinjuice presses af appelsiner, og æblemost presses af æbler. Juice fås også uden eller med frugtkød. Æblejuice fås også i koncentreret form, der skal fortyndes med vand, før den får sin naturlige konsistens. Juice er ren frugt i modsætning til saftevand, der er en blanding af flere fødevareprodukter.